# Streptocarpus orientalis
Streptocarpus orientalis är en tvåhjärtbladig växtart som beskrevs av William Grant Craib. Streptocarpus orientalis ingår i släktet Streptocarpus och familjen Gesneriaceae. Inga underarter finns listade i Catalogue of Life.

## Bildgalleri

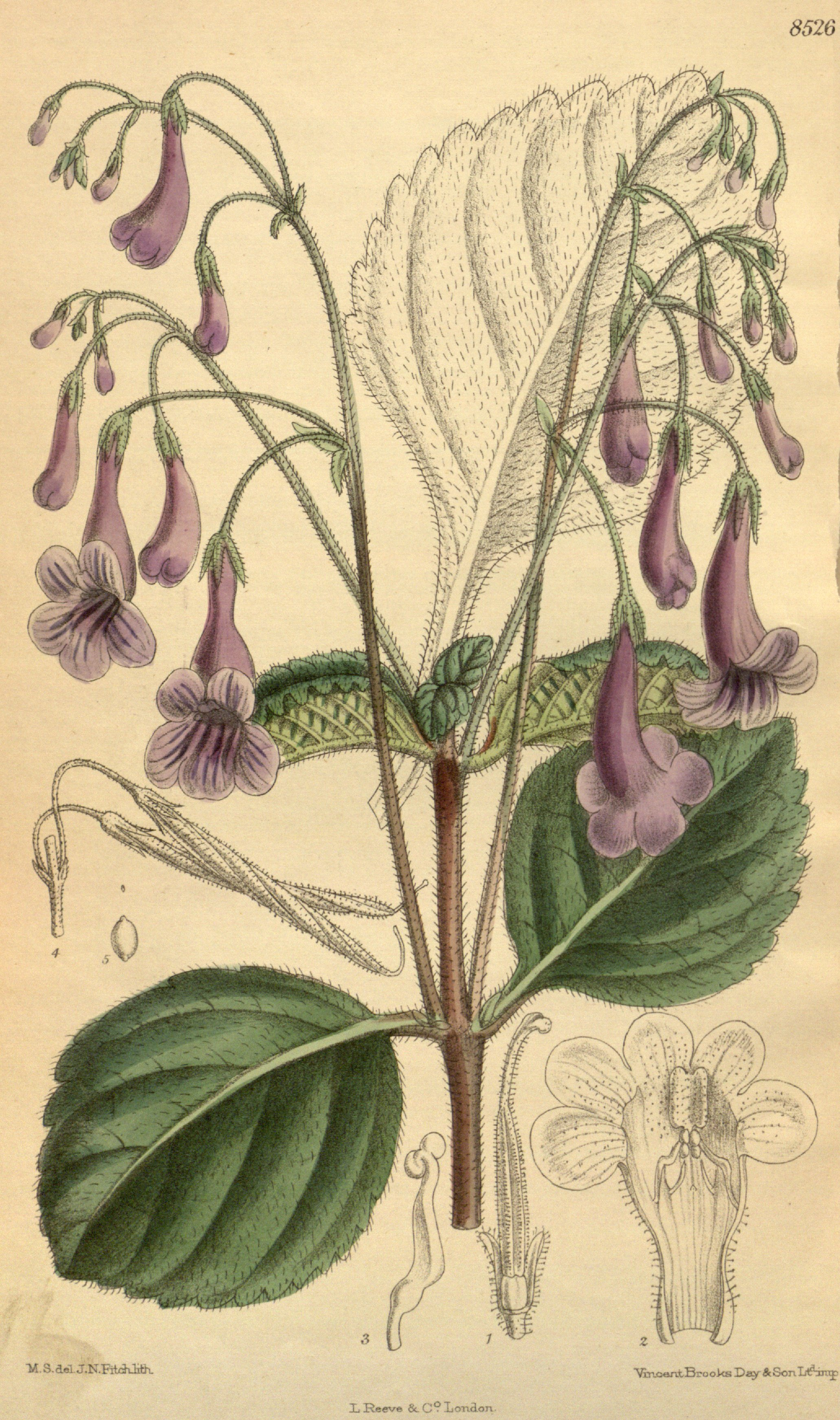